# Alexander von Blomberg

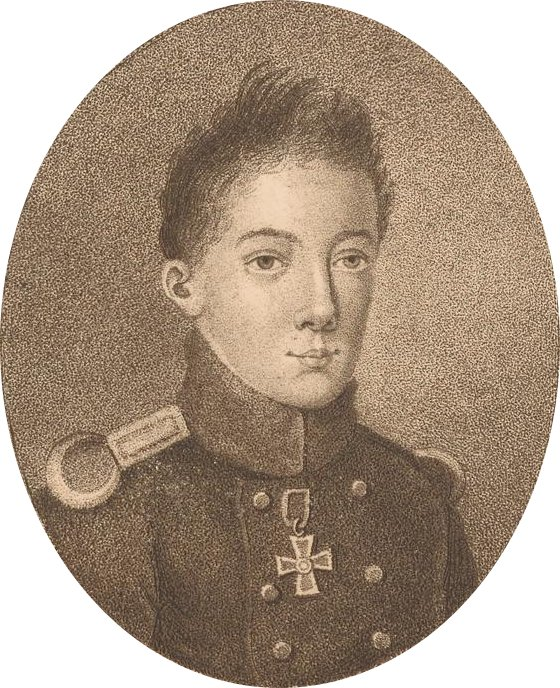
Alexander von Blomberg

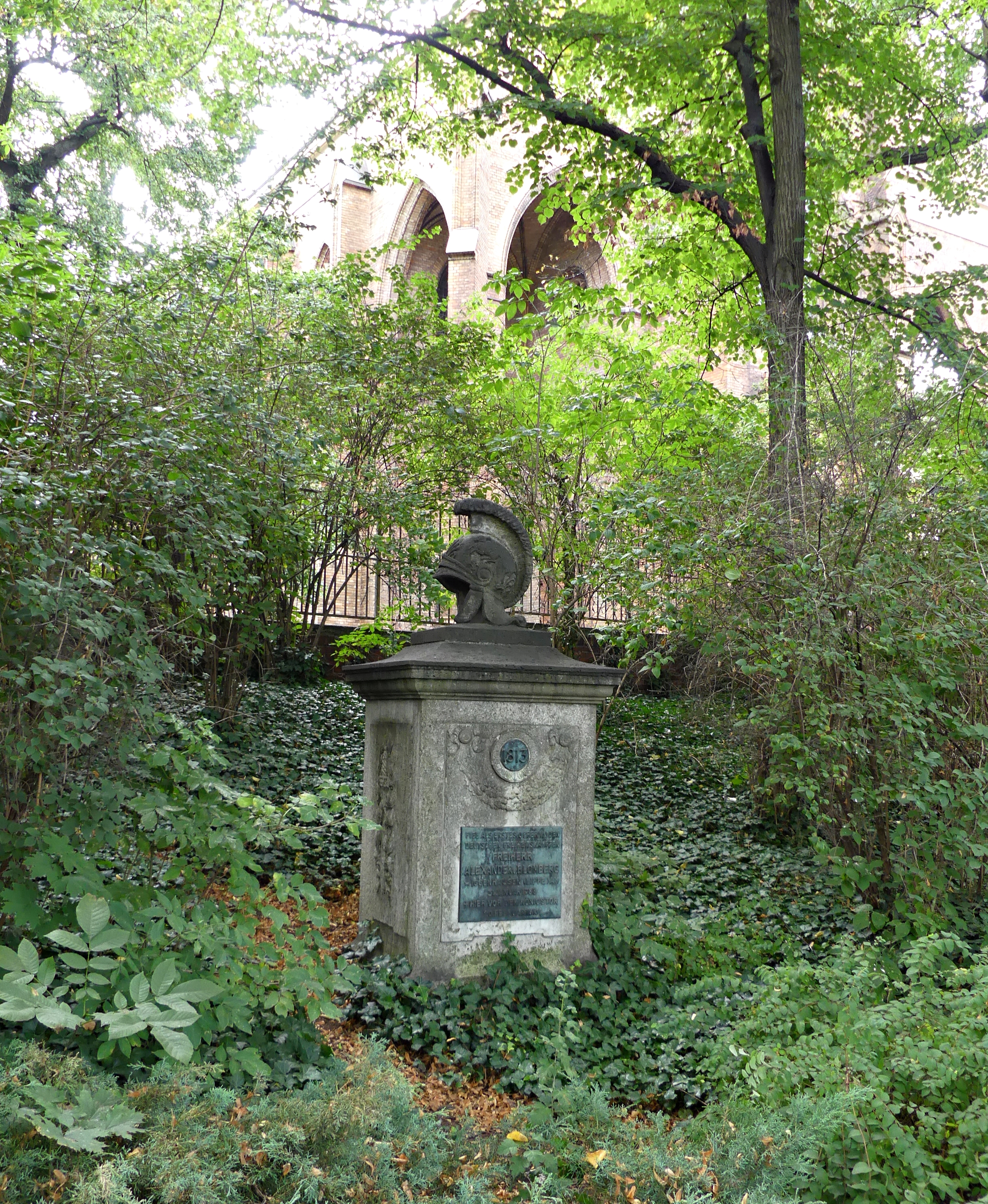
Blomberg-Denkmal am Ort des Königstors in der Otto-Braun-Straße in Berlin, hinten die Bartholomäuskirche

Karl Alexander Freiherr von Blomberg (* 31. Januar 1788 auf Schloss Iggenhausen in Lage; † 20. Februar 1813 in Berlin) war ein deutscher Dichter und preußischer Offizier.

## Leben
Er entstammte dem Adelsgeschlecht Blomberg, sein Vater war Hofrichter im Fürstentum Lippe. Nach seiner Konfirmation trat Blomberg als Zwölfjähriger in die Preußische Armee ein. Seit 1804 Sekondeleutnant im Infanterieregiment Budberg, nahm er 1806 an der Schlacht bei Jena teil, wurde in Erfurt mit seinem Regiment gefangen und gegen das Ehrenwort, in diesem Krieg nicht länger zu kämpfen, nach Hause entlassen. Nach dem Frieden von Tilsit kehrte Blomberg zur Armee zurück. Er war in Berlin stationiert und schrieb patriotische Gedichte. Bei dem Versuch, sich dem Schillschen Freikorps anzuschließen, nahmen Blomberg 1809 preußische Husaren gefangen. Er wurde mit drei Monaten Festungshaft bestraft. Im Jahr 1811 nahm ihn die Armee wieder auf. Weil Blomberg nicht am Russlandfeldzug 1812 auf der Seite Frankreichs teilnehmen wollte, ersuchte er um seinen Abschied und trat in russische Dienste. Am 20. Februar 1813 drang er mit einer Kosakenabteilung in das noch französisch besetzte Berlin ein, um – allerdings erfolglos – die Bewohner zum Aufstand gegen das napoleonische Regime zu bewegen. Bei einem Gefecht am Königstor wurde er dabei tödlich verwundet.
Blomberg wurde als erstes Opfer der Befreiungskriege geehrt, obwohl Preußen erst am 17. März 1813 den Krieg gegen Frankreich erklärt hatte. Am früheren Königstor befindet sich vor der St. Bartholomäuskirche seit 1913 das Blomberg-Denkmal mit folgender Inschrift:

„1813 fiel als erstes Opfer in den deutschen Freiheitskämpfen Freiherr Alexander v. Blomberg * Iggenhausen (Lippe) 31. Januar 1788 † hier vor dem Königstor 20. Februar 1813“

Er war der jüngere Bruder des späteren Dichterjuristen Wilhelm von Blomberg.

## Werke (posthum veröffentlicht)
- Hinterlassene Poetische Schriften des Freiherrn Alexander von Blomberg, herausgegeben von Friedrich de La Motte-Fouqué. Berlin 1820
- Die verhasste Wirklichkeit. Gedichte, herausgegeben von H. Detering. Göttingen 1986